# Жені Катаму
Жені Катаму (порт. Geny Catamo, нар. 26 січня 2001, Мапуту) — мозамбіцький футболіст, нападник португальського клубу «Спортінг».
Виступав, зокрема, за клуби «Спортінг» Б та «Марітіму», а також національну збірну Мозамбіку.

## Клубна кар'єра
Народився 26 січня 2001 року в місті Мапуту.
У дорослому футболі дебютував 2019 року виступами за команду «Амора», в якій того року взяв участь у 4 матчах чемпіонату.
Своєю грою за цю команду привернув увагу представників тренерського штабу клубу «Спортінг» Б, до складу якого приєднався 2019 року. Відіграв за дублерів лісабонського клубу наступні три сезони своєї ігрової кар'єри.
2021 року був переведений до першої команди «Спортінга», але основним гравцем не став, тому здавався в оренди до інших місцевих команд «Віторія» (Гімарайнш) та «Марітіму».
До складу клубу «Спортінг» повернувся 2023 року. Станом на 23 січня 2024 року відіграв за лісабонський клуб 15 матчів в національному чемпіонаті.

## Виступи за збірну
2019 року дебютував в офіційних матчах у складі національної збірної Мозамбіку.
У складі збірної був учасником Кубка африканських націй 2023 року у Кот-д'Івуарі.
| Дата       | Місто        | Господарі    | Результат | Гості       | Турнір                                   | Голи | Примітки |
| ---------- | ------------ | ------------ | --------- | ----------- | ---------------------------------------- | ---- | -------- |
| 10-9-2019  | Мапуту       | Мозамбік     | 2 – 0     | Маврикій    | Відбір до ЧС 2022                        | 1    |          |
| 14-11-2019 | Мапуту       | Мозамбік     | 2 – 0     | Руанда      | Відбір до Кубка африканських націй 2021  | -    |          |
| 18-11-2019 | Прая         | Кабо-Верде   | 2 – 2     | Мозамбік    | Відбір до Кубка африканських націй 2021  | -    | 70'      |
| 8-10-2020  | Обідуш       | Гвінея-Бісау | 1 – 0     | Мозамбік    | товариський матч                         | -    |          |
| 13-10-2020 | Ріу-Майор    | Мозамбік     | 0 – 3     | Ангола      | товариський матч                         | -    |          |
| 12-11-2020 | Дуала        | Камерун      | 4 – 1     | Мозамбік    | Відбір до Кубка африканських націй 2021  | -    | 67'      |
| 8-6-2021   | Мапуту       | Мозамбік     | 1 – 1     | Есватіні    | товариський матч                         | -    | ?'       |
| 3-9-2021   | Мапуту       | Мозамбік     | 0 – 0     | Кот-д'Івуар | Відбір до ЧС 2022                        | -    | 64'      |
| 7-9-2021   | Совето       | Малаві       | 1 – 0     | Мозамбік    | Відбір до ЧС 2022                        | -    | 64'      |
| 8-10-2021  | Яунде        | Камерун      | 3 – 1     | Мозамбік    | Відбір до ЧС 2022                        | 1    |          |
| 11-10-2021 | Танжер       | Мозамбік     | 0 – 1     | Камерун     | Відбір до ЧС 2022                        | -    |          |
| 13-11-2021 | Котону       | Кот-д'Івуар  | 3 – 0     | Мозамбік    | Відбір до ЧС 2022                        | -    | 72'      |
| 16-11-2021 | Котону       | Мозамбік     | 1 – 0     | Малаві      | Відбір до ЧС 2022                        | -    | 76'      |
| 23-3-2022  | Нуакшот      | Нігер        | 1 – 1     | Мозамбік    | товариський матч                         | -    |          |
| 26-3-2022  | Нуакшот      | Мавританія   | 2 – 1     | Мозамбік    | товариський матч                         | -    |          |
| 2-6-2022   | Йоганнесбург | Мозамбік     | 1 – 1     | Руанда      | Відбір до Кубка африканських націй 2023  | -    | 90+5'    |
| 8-6-2022   | Котону       | Бенін        | 0 – 1     | Мозамбік    | Відбір до Кубка африканських націй 2023  | 1    | 90+3'    |
| 18-6-2023  | Бутаре       | Руанда       | 0 – 2     | Мозамбік    | Відбір до Кубка африканських націй 2023  | 1    | 72'      |
| 9-9-2023   | Мапуту       | Мозамбік     | 3 – 2     | Бенін       | Відбір до Кубка африканських націй 2023  | -    | 87'      |
| 13-10-2023 | Фару         | Ангола       | 1 – 1     | Мозамбік    | товариський матч                         | -    |          |
| 16-10-2023 | Албуфейра    | Мозамбік     | 2 – 3     | Нігерія     | товариський матч                         | 1    |          |
| 19-1-2024  | Абіджан      | Кабо-Верде   | 3 – 0     | Мозамбік    | Кубок африканських націй 2023 - 1-й етап | -    |          |
| 22-1-2024  | Абіджан      | Мозамбік     | 2 – 2     | Гана        | Кубок африканських націй 2023 - 1-й етап | 1    | 31'      |
| Усього     |              | Матчів       | 23        |             | Голів                                    | 6    |          |

## Титули і досягнення
- Чемпіон Португалії (2):

«Спортінг»: 2023-24, 2024-25
- Володар Кубка Португалії (1):

«Спортінг»: 2024-25